# IC 1842
IC 1842 је лентикуларна галаксија у сазвјежђу Ован која се налази на листи објеката дубоког неба у Индекс каталогу.
Деклинација објекта је + 11° 27' 32" а ректасцензија 2h 45m 23,4s. Привидна величина (магнитуда) објекта IC 1842 износи 14,5 а фотографска магнитуда 15,5. IC 1842 је још познат и под ознакама CGCG 440-3, KARA 117, PGC 10428.